# Vanity Lewerissa
Vanity Tonja Caroll Lewerissa (Maastricht, 1 april 1991) is een Nederlands voetbalster die sinds 2021 uitkomt voor Standard Luik. In 2015 maakte ze haar debuut in het Nederlands elftal.

## Clubcarrière
Lewerissa ruilde in de zomer van 2010 haar amateurvereniging WVV '28 in voor VVV-Venlo, om te gaan spelen in de Eredivisie. In haar zesde competitiewedstrijd maakte ze haar eerste en tweede doelpunt namens de Venlonaren tegen Willem II. Ze had daarmee een belangrijk aandeel in de eerste overwinning van de club. Het duel eindigde in 3–1. In totaal speelde Lewerissa achttien wedstrijden VVV-Venlo en maakte zes doelpunten. Na één jaar vertrok ze naar Standard Luik. Hier verbleef ze vijf seizoenen. Met de Belgische club werd ze vijfmaal landskampioen. In de zomer van 2015 vertrok Lewerissa naar PSV. Vanaf seizoen 2018/19 speelt ze drie seizoenen voor AFC Ajax. In de zomer van 2021 geeft ze aan te stoppen, maar kort daarna besloot ze terug te keren naar Standaard Luik, om daar de lichting jongere speelsters met haar ervaring te helpen.

## Interlandcarrière
Op 6 maart 2015 debuteerde Lewerissa in het Nederlands elftal in een vriendschappelijke wedstrijd tegen Finland (0–0). In de rest van 2015 speelde Lewerissa nog vijf interlands; ze behoorde tot de selectie van Nederland voor het wereldkampioenschap voetbal 2015 in Canada, maar kwam in alle vier gespeelde wedstrijden niet in actie. In heel 2016 werd vervolgens geen beroep gedaan op Lewerissa, mede door een blessure die ze in december 2015 opliep. De nieuwe bondscoach Sarina Wiegman riep haar begin 2017 na meer dan een jaar afwezigheid weer op voor het Nederlands elftal. Wiegman nam Lewerissa in juni 2017 op in de selectie voor het Europees kampioenschap in eigen land.

## Statistieken
| Seizoen                    | Club            | Land            | Competitie          | Competitie | Competitie | Beker | Beker | Internationaal | Internationaal | Overig | Overig | Totaal | Totaal |
| Seizoen                    | Club            | Land            | Competitie          | Wed.       | Dlp.       | Wed.  | Dlp.  | Wed.           | Dlp.           | Wed.   | Dlp.   | Wed.   | Dlp.   |
| -------------------------- | --------------- | --------------- | ------------------- | ---------- | ---------- | ----- | ----- | -------------- | -------------- | ------ | ------ | ------ | ------ |
| 2010/11                    | VVV-Venlo       | Nederland       | Eredivisie          | 18         | 6          | 0*    | 0     | –              | –              | –      | –      | 18     | 6      |
| 2011/12                    | Standard Luik   | België          | Eerste klasse       | 26         | 36         | 6     | 8     | 2              | 0              | –      | –      | 34     | 44     |
| 2012/13                    | Standard Luik   | België          | BeNe League Red/WBL | 27         | 10         | 0*    | 0     | 3              | 1              | –      | –      | 30     | 11     |
| 2013/14                    | Standard Luik   | België          | Women's BeNe League | 24         | 20         | 0*    | 0     | 2              | 1              | –      | –      | 26     | 21     |
| 2014/15                    | Standard Luik   | België          | Women's BeNe League | 21         | 15         | 0*    | 0     | 3              | 2              | –      | –      | 24     | 17     |
| 2015/16                    | PSV             | Nederland       | Eredivisie          | 10         | 11         | 0     | 0     | 0              | 0              | –      | –      | 10     | 11     |
| 2016/17                    | PSV             | Nederland       | Eredivisie          | 19         | 13         | –     | 4     | 0              | 0              | –      | –      | 19     | 17     |
| 2017/18                    | PSV             | Nederland       | Eredivisie          | 23         | 10         | –     | 3     | 0              | 0              | –      | –      | 23     | 13     |
| 2018/19                    | AFC Ajax        | Nederland       | Eredivisie          | 23         | 5          | 0     | 0     | 3              | 2              | –      | –      | 26     | 7      |
| 2019/20                    | AFC Ajax        | Nederland       | Eredivisie          | 11         | 4          | 0     | 0     | 3              | 2              | –      | –      | 14     | 6      |
| 2020/21                    | AFC Ajax        | Nederland       | Vrouwen Eredivisie  | 12         | 6          | 0     | 0     | 3              | 2              | –      | –      | 1      | 1      |
| Carrière totaal            | Carrière totaal | Carrière totaal | Carrière totaal     | 188        | 100        | 6     | 15    | 13             | 6              | 0      | 0      | 161    | 130    |
| Bijgewerkt tot 1 juni 2020 |                 |                 |                     |            |            |       |       |                |                |        |        |        |        |

Bijgewerkt tot en met het seizoen 2019/20.